# ブノワ・ケネディー
ブノワ・ケネディー（フランス語: Benoît Quennedey、1976年 - ）は、フランスの官僚。
元老院 (フランス)で不動産担当職員を務める。
2017年4月、フランス・コリア友好協会会長に就任した。
朝鮮民主主義人民共和国のためのスパイ行為の疑いで、2018年3月から国内治安総局に捜査され、同年11月25日拘束され、院内にある事務所が家宅捜索を受けた。